# Misserode
Misserode is een klein dorp in de Duitse gemeente Schimberg in Thüringen. De gemeente maakt deel uit van het Landkreis Eichsfeld.  Misserode wordt voor het eerst vermeld in een oorkonde uit 1479. In 1957 fuseerde het met Lehna. De fusiegemeente ging in 1997 op in de gemeente Schimberg. 